# Гленолден (Пенсільванія)
Гленолден (англ. Glenolden) — місто (англ. borough) в США, в окрузі Делавер штату Пенсільванія. Населення — 7223 особи (2020).

## Географія
Гленолден розташований за координатами 39°53′59″ пн. ш. 75°17′31″ зх. д. / 39.89972° пн. ш. 75.29194° зх. д. (39.899626, -75.291955).  За даними Бюро перепису населення США в 2010 році місто мало площу 2,52 км², уся площа — суходіл.

## Демографія
Згідно з переписом 2010 року, у селищі мешкали 7153 особи в 2958 домогосподарствах у складі 1784 родин. Густота населення становила 2833 особи/км².  Було 3105 помешкань (1230/км²).
Расовий склад населення:
| - 86,9 % — білих - 8,5 % — чорних або афроамериканців - 1,7 % — азіатів - 0,1 % — вихідців з тихоокеанських островів - 0,1 % — корінних американців |

До двох чи більше рас належало 2,4 %. Частка іспаномовних становила 2,2 % від усіх жителів.
За віковим діапазоном населення розподілялося таким чином: 21,9 % — особи молодші 18 років, 65,0 % — особи у віці 18—64 років, 13,1 % — особи у віці 65 років та старші. Медіана віку мешканця становила 37,9 року. На 100 осіб жіночої статі у селищі припадало 91,4 чоловіків;  на 100 жінок у віці від 18 років та старших — 90,5 чоловіків також старших 18 років.
Середній дохід на одне домашнє господарство  становив 65 238 доларів США (медіана — 56 316), а середній дохід на одну сім'ю — 79 032 долари (медіана — 75 838). Медіана доходів становила 48 330 доларів для чоловіків та 42 482 долари для жінок. За межею бідності перебувало 9,5 % осіб, у тому числі 11,8 % дітей у віці до 18 років та 14,9 % осіб у віці 65 років та старших.
Цивільне працевлаштоване населення становило 3785 осіб. Основні галузі зайнятості: освіта, охорона здоров'я та соціальна допомога — 27,5 %, транспорт — 12,1 %, роздрібна торгівля — 11,9 %.